# Zarevitch
Zarevitch (Der Zarewitsch) è un film del 1933 diretto da Victor Janson.

## Produzione
Il film fu prodotto dalla Prima-Tonfilm. Venne girato a Nizza e sulla Costa Azzurra.

## Distribuzione
Distribuito dall'Universum Film (UFA), il film uscì nelle sale cinematografiche tedesche il 2 febbraio 1934 dopo essere stato presentato dalla Dafa-Film in Cecoslovacchia nel 1933 con il titolo Carevic' e in Finlandia il 26 novembre 1933. In Italia, in film fu distribuito nel marzo del 1936 dall'U.F.A. in una versione di 2142 metri con il visto di censura numero 29172.